# Niños del carretón
Niños del carretón es un cartón para tapiz de Francisco de Goya. Este artista diseñó su tercera serie de cartones para el antedormitorio de los Príncipes de Asturias en el Palacio del Pardo.

## Historia
Fue robado de su emplazamiento actual en 2006 por Steve Lee Olson, cuando era trasladado a una exposición en Nueva York. Fue recuperado por la policía local poco después.
Estaba destinado a una sobrepuerta, de allí su formato. Entregado en enero de 1779, Goya percibió 1000 reales de vellón por él. Muestra un festivo ambiente madrileño, como El cacharrero y La acerolera. Nuevamente Goya toca el tema de la infancia, como ya lo había hecho en Niños jugando a soldados y Muchachos cogiendo fruta. En esta ocasión dos niños están montados en un carretón tocando instrumentos.

## Descripción
El cuadro se articula a través de fondos paralelos.